# Julian Cheung
 (septembre 2019).
Si vous disposez d'ouvrages ou d'articles de référence ou si vous connaissez des sites web de qualité traitant du thème abordé ici, merci de compléter l'article en donnant les références utiles à sa vérifiabilité et en les liant à la section « Notes et références ».
Julian Cheung, de son vrai nom Cheung Chi-lam (张智霖, né le 27 août 1971), couramment surnommé Chilam, est un acteur et chanteur hongkongais. Émigré en Australie après le divorce de ses parents lorsqu'il avait quinze ans, Cheung reste depuis un citoyen australien.

## Avant sa carrière
Né à Hong Kong, Cheung a passé la plupart de sa jeunesse dans des écoles de garçons. À la suite du premier divorce de ses parents, il suivit son père en Australie, et a étudié là-bas également. Depuis un très jeune âge, Chilam était déjà doué pour la chanson et il était un bon acteur, donc son père eut l'idée de l'envoyer à une école d'art dramatique. Il resta en Océanie pendant quatre ans, et vers la fin de ses 19 ans, c'est là que sa carrière va démarrer, et va charmer des millions de gens.
Si aujourd'hui, il est une célébrité, c'est grâce à son séjour à Sydney ; il ne connaissait pratiquement personne, alors il chantait. Il était devant le Karaoké durant toute la journée, et avec une chanson de Jacky Cheung s'enrôla dans toute une panoplie de compétitions. C'est comme ça que plus tard, il va connaître Tony, son premier gérant.

## Début de sa carrière
À 19 ans, lorsqu'il retourna à son pays natal pour visiter sa cousine, Cheung fit connaissance de la personne qui va être son premier manager: Tony. Ce dernier était extrêmement impressionné par le talent que Chilam possédait, et donc commença immédiatement à l'entraîner. Ensuite, il enregistra son premier morceau, "Modern Love Story ", un duo avec la musicienne hongkongaise Maple Hui. Cette chanson a été mise en vente par la compagnie Fitto en 1991, alors que Chilam avait 20 ans, et était restée sur la charte de vente de IFPI pendant 11 semaines complètes. Julian Cheung est l'artiste qui vendit le plus de copies de l'histoire pour une première copie parue. D'ailleurs, il détient encore le record des nouveaux artistes arrivés aujourd'hui chez IFPI.
En cette même année, grâce à son look très jeune, frais, charmant, et beau, il eut également la chance de signer un contrat avec le canal TVB pour jouer dans sa série télévisée Peak of Passion (le pic de la passion), qui a fait son apparition sur écrans en 1992. L'année d'après, il tourna son premier film, A Warrior's Tragedy (une tragédie de guerrier). Or, ce n'est qu'en 1994 que sa popularité va être à son apogée, à la suite de son rôle principal de Guo Jing dans la série wuxia de 35 épisodes basée sur les romans, The Legend of the Condor Heroes. À partir de 1994, il devint l'acteur favori du peuple. Comme si ce n'était pas assez, en 1996, il obtint un des rôles principaux dans Cold Blood Warm Heart avec des acteurs très réputés; Gallen Lo, Adam Cheng, Jessica Hsuan, etc. Ce jeune homme à avenir promettant a reçu beaucoup de critiques chaleureusement positives, il est alors un des acteurs les plus importants du divertissement de Hong Kong. 3 séries après, il fut nommé 'Couple favori de l'année' avec Charmaine Sheh et 'Meilleure chanson d'ouverture' pour leur drama Return of the Cuckoo. En 2003, ChiLam a gagné 'L'acteur favori des spectateurs' pour son rôle dans "Take my word for it", dans lequel il a joué aux côtés du fameux Bobby Au Yeung. Deux ans plus tard, il revint avec Charmaine Sheh sur TVB et gagna avec elle 'Couple on-screen favori' en 2005 pour le Gala Astro, en Malaisie. Même aujourd'hui, malgré le fait qu'il était très populaire dans les années fin 1990, début 2000, il est connu partout dans le monde, et ses admirateurs lui courent après peu importe où il est. Après tout, quand on est aussi beau qu'il est, on chante comme un ange et on acte de manière excellente, ce n'est point étonnant qu'on se fasse aimer !

## Actuellement
Marié et ayant un enfant de trois ans, Chilam a quand même décidé de continuer sa carrière après une courte pause.
- « C'est sûr que s'occuper d'un bébé aussi jeune, ça prend du temps, mais moi ma responsabilité c'est de gagner de l'argent pour que la famille ait une belle vie », dit-il.

En novembre 2008, avec Charlene Choi, Jimmy Lin et Alicia Liu, Cheung apparut dans sa première comédie musicale. Cet événement se déroulait à Shanghai, donc il devait parler en mandarin. Grâce à ça, sa capacité de communiquer et chanter en mandarin a progressé de beaucoup. Il va bientôt avoir une nouvelle série qui va apparaître, mais en raison d'un conflit on va devoir attendre un peu. Gardez un œil sur lui, les critiques l'aiment bien !
Le 13 mars 2010, après 8 ans, il revint de force avec un concert. Plusieurs amis étaient présents, incluant Dear Jane, Medley, Louis Cheung, HotCha, etc. et Aaron Kwok fit également mentionné dans une blague. Les adeptes de Chilam étaient en grand nombre, et le concert connut un fort succès, tellement fort qu'après, dans son blog, Cheung admit qu'il eut le goût de pleurer lorsqu'il retourna chez lui et se rendit compte que tout était fini. D'ailleurs, il a pleuré lors de la dernière chanson de son concert, une de son nouvel album, I AM CHILAM.
Ses plans à la suite de son concert ne sont pas encore fixes, mais le 19 mars 2010 il ira, avec sa femme Anita Yuen à une conférence de presse de Forevermark, et en 22, il sera présent au Asian Film Award.

## Vie personnelle
À peu près en même temps que sa série Cold Blood, Warm heart, ses parents se sont remariés, mais ont divorcé de nouveau après.
En 2001, il se maria avec l'actrice hongkongaise Anita Yuen, et celle-ci donna naissance à leur fils, Morton Cheung, en novembre 2006. Julian est un très bon mari, il a déjà blagué que « Si TVB donne un prix à ma femme, alors je lui promets que pendant dix ans, je vais tourner pour lui gratuitement ».
Ils se sont connus en 1992 lorsqu'il tournait son premier film. Anita Yuen était déjà très impressionnée par ce jeune homme. Elle l'invita elle-même pour aller manger de la fondue, et lorsque le film fut fini, elle continua de l'aimer. En 2007, elle révéla qu'ils s'étaient secrètement mariés aux États-Unis, et en 2010, elle exprima son vœu d'avoir un deuxième enfant. Chilam a également dit qu'il fera de son mieux pour satisfaire aux demandes de son épouse.
En avril 2010, en raison d'allergies au nez, il se fit opérer. Peu après, pas encore complètement guéri, il fit des publicités avec l'acteur taiwanais Joe Cheng pour la montre Chanel J12, où il révéla à certains journalistes qu'il ne s'embrasse rarement avec Anita Yuen, que c'était rendu trop gênant. Mais ils s'aiment encore très profondément, il cuisine pour elle encore souvent.
Le 29 avril, lors d'un évènement, on lui demanda si son bon ami Aaron Kwok est un adepte de Fengshui et est très obsédé. Il répondit, avec un gros sourire aux lèvres, qu'il ne croit pas et si c'est vrai, son ami devrait lui avoir dit. On voit sa loyauté envers ses amis ! Il est également amis avec Allen Ting, Kenix Kwok, a déjà eu des rumeurs avec Charmaine Sheh et est une de ces célébrités au cœur pur et pratiquement tout le monde aime. Bref, il est adorable.
En février 2020 le tabloïd Daily Star mentionne que Julian Cheung a écrit un nombre de Grabovoi sur son avant-bras et l'a qualifié de "code de prévention des épidémies". Les fans de Cheung ont alors commencé à l'imiter, et le tout a commencé à se répandre rapidement sur le réseau social Weibo.

## Filmographie

### Cinéma
- 1993 : Warrior's Tragedy
- 1995 : Happy Hour
- 1995 : Highway Man
- 1996 : To Be No. 1
- 1996 : Best of the Best
- 1997 : Love Amoeba Style
- 1997 : Theft under the Sun
- 1997 : Option Zero
- 1997 : Love and Let Love
- 1998 : The Suspect (極度重犯) de Ringo Lam : Max Mak
- 1998 : Extreme Crisis
- 2000 : The Island Tales
- 2000 : Twilight Garden
- 2000 : Perfect Match
- 2001 : Comic King
- 2001 : Esprit D'amour
- 2001 : Martial Angels
- 2001 : Blue Moon
- 2001 : Stowaway
- 2001 : Replacement Suspects
- 2002 : Possessed
- 2002 : Reunion
- 2005 : Bar Paradise (Thai/U.S./Hong Kong)
- 2006 : Wo Hu (Operation Undercover)
- 2006 : Heavenly Mission
- 2007 : Love to be Found in Nowhere
- 2007 : A Mob Story (人在江湖)
- 2007 : Kidnap (连环局)
- 2009 : The First 7th Night
- 2013 : The Grandmaster (一代宗師) de Wong Kar-wai
- 2015 : Triumph in the Skies
- 2016 : S Storm (S風暴) de David Lam : Lau Po-keung
- 2017 : The Yuppie Fantasia 3 (小男人週記3之吾家有喜) de Lawrence Cheng : un agent de la circulation
- 2017 : Always Be with You
- 2018 : L Storm (L風暴) de David Lam : Lau Po-keung
- 2018 : Final Score de Scott Mann : Agent Cho
- 2018 : Legend of the Ancient Sword (古剑奇谭之流月昭明) de Renny Harlin : Chen Ye
- 2019 : P Storm (P風暴) de David Lam : Lau Po-keung
- 2020 : All's Well, Ends Well 2020
- En production : G Storm

### Séries télévisées
- 1992 : Peak of Passion (沖天小子)
- 1993 : Mystery of the Condor Heroes (射鵰英雄傳之九陰真經)
- 1993 : Remembrance (黃浦傾情)
- 1993 : The Legend of the Condor Heroes (射雕英雄傳)
- 1994 : The Ching Emperor (天子屠龍) : l'empereur Kangxi
- 1996 : Cold Blood Warm Heart (天地男兒)
- 1999 : White Hair Maiden
- 2000 : Return of the Cuckoo (十月初五的月光)
- 2000 : Dare To Strike (掃冰者)
- 2002 : Palm of Ru Lai (如来神掌)
- 2002 : Take My Word For It (談判專家)
- 2002 : Guan Chang Cha Ban Sheng (官場插班生)
- 2003 : Point of No Return (西關大少)
- 2003 : Flying Daggers (飛刀又見飛刀)
- 2004 : Shades Of Truth (水滸無間道)
- 2004 : ICAC Investigators (廉政行動)
- 2004 : Ni Shui Han (逆水寒)
- 2005 : A Beautiful New World (美麗新天地)
- 2006 : Long Men Yi Zhan (龍門驛站)
- 2006 : The Legend of Lu Xiaofeng (陸小鳳傳奇) : Lu Xiaofeng
- 2007 : Red Powder (紅粉)
- 2009 : King of Gamblers IV (勝者為王之爭霸)